# ラクタリウス・インディゴ
ラクタリウス・インディゴ (Lactarius indigo)、通名インディゴ・ミルク・キャップ (indigo milk cap)、インディゴ・ラクタリウス (indigo Lactarius)、ブルー・ラクタリウス (blue Lactarius)、ブルー・ミルク・マッシュルーム (blue milk mushroom) はベニタケ科のキノコの一種である。分布域は広く、北アメリカ東部、東アジア、中央アメリカに自生する。日本では稀にみられる。また前述した地域以外であっても南フランスで発見した報告例がある。落葉樹・針葉樹いずれの森林でも生育し、さまざまな種類の樹木と菌根をなして共生する。子実体の色は、新鮮なものは暗青色、古いものは淡黄緑色である。チチタケ属 (Lactarius) のキノコに共通する性質として、子実体組織を傷つけると乳液（ラテックス）がにじみ出るが、その色もインディゴブルーである。ただし、空気にさらされると徐々に緑色へと変化する。普通、傘は幅5から12センチ、柄は高さ2から8センチ、幅1から2.5センチである。食用キノコであり、メキシコ、グァテマラ、中国では農村の市場で販売される。

## 分類学と命名
初め、1822年にアメリカの菌類学者ルイス・デイビッド・ド・シュヴァイニッツによって Agaricus indigo として記述されたが、のち1838年にスウェーデンのエリーアス・フリースによって Lactarius 属に移された。ドイツの植物学者オットー・クンツェは、彼の1891年の論文 Revisio Generum Plantarum の中で Lactifluus indigo と命名したが、この改名提案は受け入れられなかった。ヘスラーとスミスは1960年に北アメリカに分布する Lactarius 属に関する論文を著し、その中で、青色の乳液と粘着性のある青い傘という特徴を有するものの群である、サブセクション Caerulei の基準種と本種を定義した。1979年、彼らは Lactarius 属以下の分類法を見直し、乳液の色、および空気にさらしたあとに色の変化が見られることから、本種を Lactarius 亜属に置いた。彼らは以下のように述べている。
種小名の indigo はラテン語の「インディゴブルー」から採られている。英語での一般名として、"indigo milk cap"、"indigo Lactarius"、"blue milk mushroom"、"blue Lactarius" がある。中央メキシコでは "añil"、"azul"、"hongo azul"、"zuin"、"zuine" として知られ、ベラクルスやプエブラでは青色を意味する "quexque" の名で呼ばれる。
日本ではルリハツタケと呼ばれていたこともある。
ところが、2000年に別種の Lactarius subindigo Verbeken & E. Horak が記載されると、従来ルリハツタケと呼ばれていた種は本種ではなく Lactarius subindigo であるとする説が提唱された。L. subindigo はこれまでに中国、インド、パプアニューギニアから知られている。Lactarius subindigo に対しルリハツタケの和名を当てる文献もある。

## 特徴
他の多くのキノコと同じく、地中にある菌糸体の小瘤もしくは微小突起から生えてくる。菌糸体は菌糸と呼ばれる糸状の細胞が塊になったもので、キノコ本体の大部分はこれで形成されている。温度、湿度、栄養素などの環境が適切にそろっていれば、子実体は外見的に同じようなものになる。子実体の傘は直径5–15センチで、最初は凸状だが、のちには中央部に窪みができる。時間が経つと窪みはより深くなり、傘の縁が上向きに持ち上がるに従い、漏斗のような形になる。傘の縁は若いうちは内側に巻いているが、成熟するに従い巻き込みはゆるみ上向きになってゆく。新鮮な傘の表面はインディゴブルーだが、次第に薄く褪せて灰色または銀色を帯びた青色となってゆき、緑色を帯びた斑点を生じることもある。縞状模様を持つこともしばしばある。すなわち、色の薄い部分と暗い部分が同心円状に交互に並んだ模様を持つ。また傘には暗青色の点があることもあり、特に縁に行くほど多く見られる。若い傘は触れると粘着性がある。
肉は青白色から青色で、空気にさらすと徐々に緑色を帯びる。味はまろやかか、わずかに辛味を帯びる。全体的に肉は脆く、茎は上手く曲げればきれいに裂ける。組織を傷つけたときに染み出る乳液はインディゴブルーで、傷ついた組織は緑色に染まる。肉と同じく乳液の味はまろやかである。ラクタリウス・インディゴは他種ほど多くは乳液を分泌しないことが特徴であり、古くなったものは乾燥しきって乳液が出なくなる。
ひだは直生（柄に直角なつき方）もしくはわずかに垂生（柄に下向きのつき方）し、密集する。色はインディゴブルーで、時が経つと薄くなり、傷つくと緑色に染まる。柄は高さ2–6センチ、幅1–2.5センチで、径は上下で変わらないか、場合により基部で細くなる。色はインディゴブルーから銀色もしくは灰色を帯びた青色である。柄の内部は密で締まっているが、次第に空洞ができる。傘と同じく、若いうちは粘着性を帯びるが、すぐに乾燥する。傘との接続は中心部分であることが普通だが、端に寄ることもある。肉に特徴的なにおいはない。
Lactarius indigo var. diminutivus はより小型の変種で、傘の直径3–7センチ、柄の長さ1.5–4センチ、幅0.3–1センチである。アメリカバージニア州で多く見られる。ヘスラーとスミスはブラゾリア郡で得られた標本を基に、この変種の典型的な生育場所について、「テーダマツが近くにある草地のぬかるんだ溝など」と記述している。

### 微視的特徴
胞子紋などで一定量を見る場合、胞子は乳白色から黄色である。光学顕微鏡で観ると、胞子は透明で、楕円もしくはほぼ球状であり、アミロイドのいぼ状突起を持ち、大きさは長径7–9、短径5.5–7.5マイクロメートルである。走査型電子顕微鏡での観測によって、表面に網状組織が確認されている。子実層は子実体にあって胞子を作る組織の層であり、ひだの中から分布し末端細胞に至るまでの菌糸からなっている。子実層にはさまざまな型の細胞がみられるが、それらは肉眼での外見的な特徴では判別が難しい場合、種を判別・特定するのに役立つ特徴をそなえている。胞子を保持する担子器には4個の胞子があり、最も薄い所で長さ37–45マイクロメートル、幅8–10マイクロメートルである。嚢状体は子実層中の菌糸の末端細胞からなり、胞子は作らないが、胞子の散布を助けたり、胞子の生長に適した湿度を保ったりするという機能を持つ。側嚢上体はひだの表面にみられる嚢状体であり、長辺40–56マイクロメートル、短辺6.4–8マイクロメートルの紡錘形で、頂点に向かって収縮していくような形を持つ。縁嚢状体はひだの端にあって、40–45.6 × 5.6–7.2マイクロメートルの大きさである。

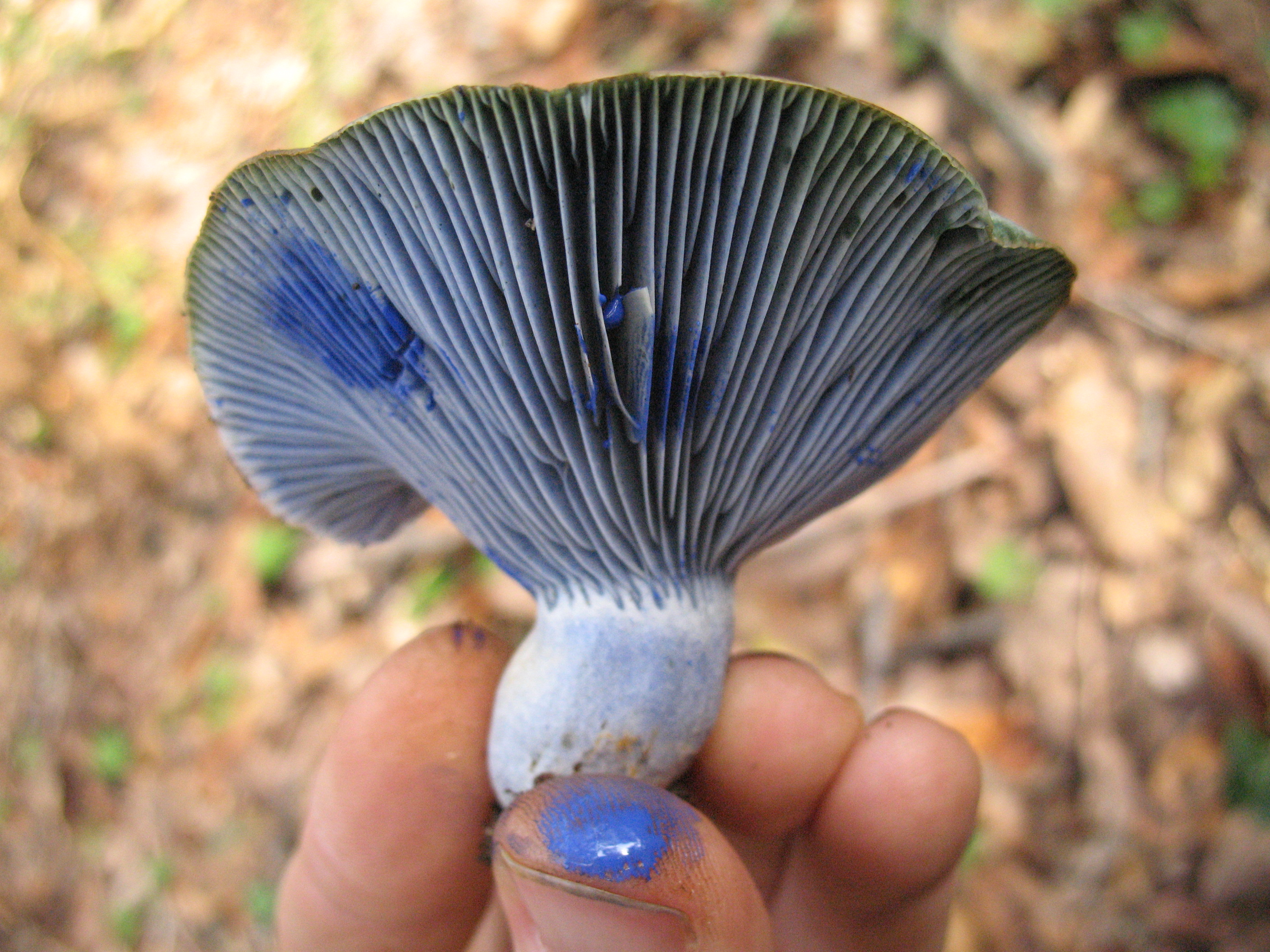
インディゴブルーの乳液

### 近縁種
本体や乳液が青色であるという特徴から近縁種は見分けやすい。チチタケ属で青みを帯びるものとして、北アメリカ東部でみられるシルバー・ブルー・ミルキー (L. paradoxus) があり、これは若い個体は灰青色の傘を持つが、乳液やひだは赤茶色もしくは紫茶色である。L. chelidonium はくすんだ黄茶色から青灰色の傘を持ち、乳液は黄色から茶色である。L. quieticolor は傘が青色で柄の根元は橙から赤橙色である。ラクタリウス・インディゴの青色はチチタケ属としては稀なものと考えられているが、2007年に半島部マレーシアで青色の乳液や本体を持つものとして、L. cyanescens、L. lazulinus、L. mirabilis および未命名の2種を含む5種が報告された。日本では藍色の乳液を分泌するオガサワラハツタケが小笠原諸島に発生するといわれる。

## 食用
ラクタリウス・インディゴは世界的にその見た目に加え食用になることがよく知られており、メキシコを中心に文化的に大きな意味を持つ。しかし、珍重の度合いはさまざまである。例えばアメリカの菌類学者デイビッド・アロラは「食用として優れる」としているが、University Press of Kansasのキノコの図鑑は「品質に劣る」としている。味はハツタケと似ている。わずかな苦味、またはコショウ様の刺激を持つことがあり、粗くざらざらした舌触りがある。硬い本体は薄切りにするのが下ごしらえとして適する。青色は調理すると消え、灰色を帯びる。ざらざらした舌触りのため、乾燥して用いるには適していない。乳液が多量に出る場合、マリネの色づけに使われる。
メキシコでは、主に6月から11月に、自生しているものを個人が採集してファーマーズマーケットで売りに出すが、そのようなものは商品としては「二級品」とみなされている。グァテマラの市場でも5月から10月にかけて売られる。中国雲南省の農村市場で売られる、13種のチチタケ属のキノコのひとつでもある。日本では、熊本県にて「アオハツ」の名で知られており、古くから食用にされている。

### 成分

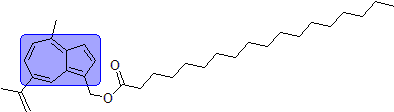
ステアリン酸(7-イソプロペニル-4-メチルアズレン-1-イル)メチルの構造。発色団であるアズレンを青色で示す

メキシコ産の標品の化学分析によると、95.1%の水分、および1グラムあたり4.3ミリグラムの脂肪と13.4ミリグラムのタンパク質が含まれる。食物繊維は1グラムあたり18.7ミリグラムと、マッシュルームの6.6ミリグラムよりも多い。野生の食用キノコ3種（ガンタケ、タカネウラベニイロガワリ、キホウキタケ）との比較では、ラクタリウス・インディゴは最も多量の飽和脂肪酸を含み、そのうちステアリン酸が遊離脂肪酸として過半を占める。
ラクタリウス・インディゴの青色はステアリン酸(7-イソプロペニル-4-メチルアズレン-1-イル)メチルという有機化合物によるものであり、これはアズレン誘導体の一種である。この化合物はラクタリウス・インディゴに特有であるが、類似のものがアカハツタケから見出されている。
担子器果から抽出できる抗菌性と細胞毒性の活性についての調査も行われた。10、20、30mgの有機抽出物と、下痢原性大腸菌（EIEC、EPEC、ETEC-LT、ETEC-ST）、緑膿菌、エンテロバクター・クロアカ、黄色ブドウ球菌、サルモネラを使い実験を行った。結果、抗菌・細胞毒性の活性を有する物質が含まれていることがわかった。

## 分布と生育環境

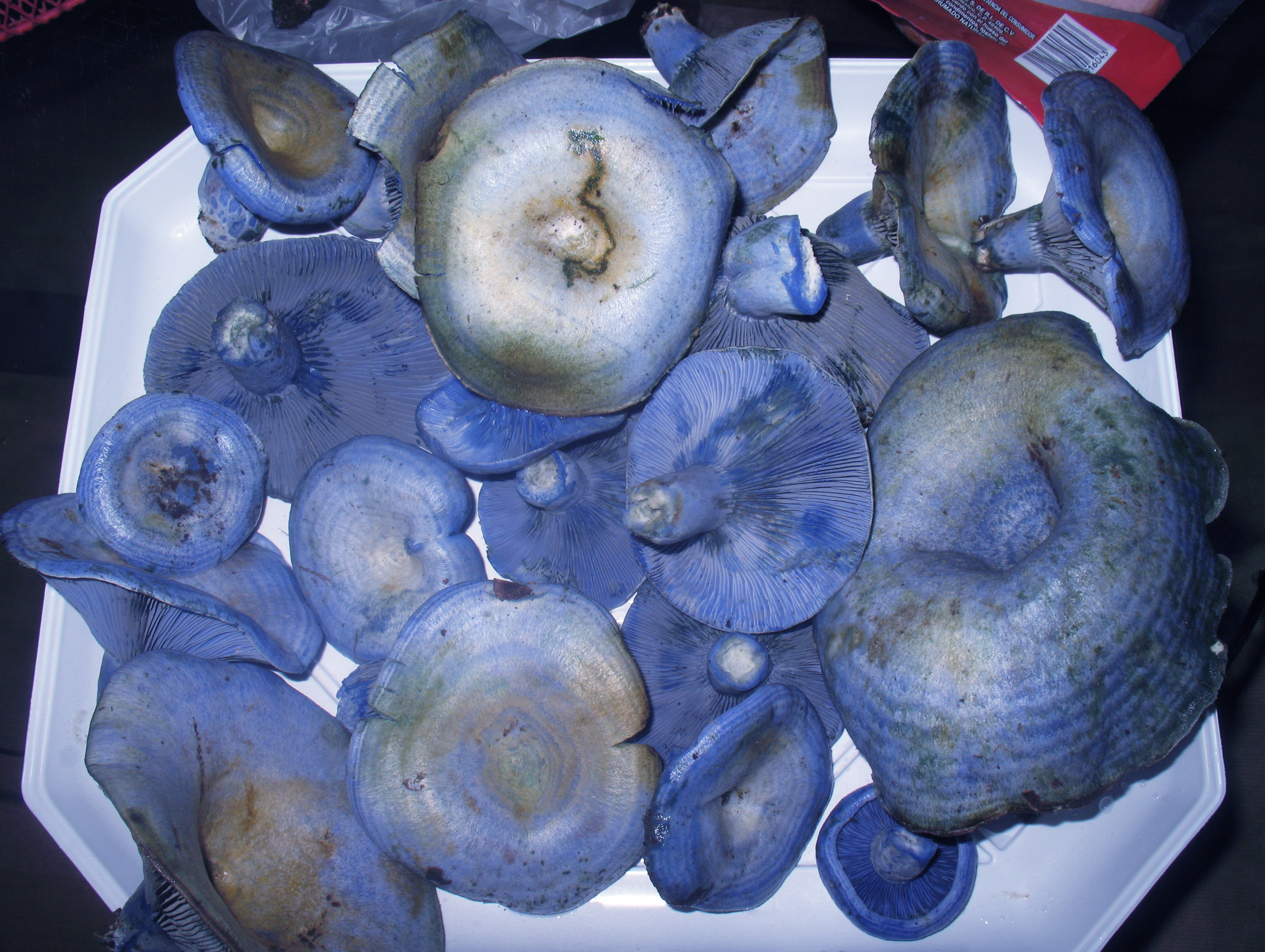
ハリスコ州（メキシコ）で収穫されたもの

北アメリカ南部および東部に分布するが、ガルフ海岸やメキシコで最も普通に見られる。アメリカ合衆国のアパラチア山脈での発見頻度は「時折見かける、もしくは一部で一般的に見られる」とされている。菌類学者デイビッド・アロラによれば、アメリカ合衆国においては、アリゾナ州ではポンデローサマツのあるところに見られるが、カリフォルニア州のポンデローサマツ林では見られない。ほか、中国、インド、グァテマラ、コスタリカ（オークの多い森にて）で採集される。ヨーロッパでは南フランスでのみ見られている。メキシコのハラパの亜熱帯林における、季節ごとの子実体の出現率に関する研究によって、産生量が最大になる時期は6月から9月の雨季と重なることが示されている。日本ではシイやマツの林で夏から秋にかけて発生する。
ラクタリウス・インディゴは菌根菌であり、ある種の木の根（宿主）と相利共生の関係を築く。すなわち、菌（キノコ）側はミネラルやアミノ酸を土壌から抽出して宿主に与え、宿主からは炭素固定による化合物を得る。地下の菌糸は細根の周りに鞘状の組織を展開し、いわゆる外菌根を形成する。そして、有機化合物の鉱化作用を持つ酵素を菌類側が産生し、栄養素の取り込みを助けるため、宿主となるさまざまな種類の木々にとって特に有益となる。
このような木々との共生関係が反映され、ラクタリウス・インディゴの子実体は、一般的に地上で、散在または集合した形で、落葉樹・針葉樹いずれの森林でも生育する。水没したあとの氾濫原のような地域でも普通にみられる。メキシコではエバーグリーン・オルダー、アメリカシデ、アメリカアサダ、Liquidambar macrophylla との、グァテマラでは Pinus pseudostrobus などのマツやオーク類との共生が示されている。コスタリカではコナラ属のオーク類と共生関係を作る。実験室での管理条件下では、新熱帯区のマツであるメキシコシロマツ、Pinus hartwegii、オーカルパマツ、Pinus pseudostrobus と、またユーラシア大陸のマツではアレッポマツ、ヨーロッパクロマツ、フランスカイガンショウ、ヨーロッパアカマツと、外菌根による共生ができることが示されている。